# 2e régiment de hussards du Corps « reine Victoria de Prusse »
Pour les articles homonymes, voir 2e régiment.

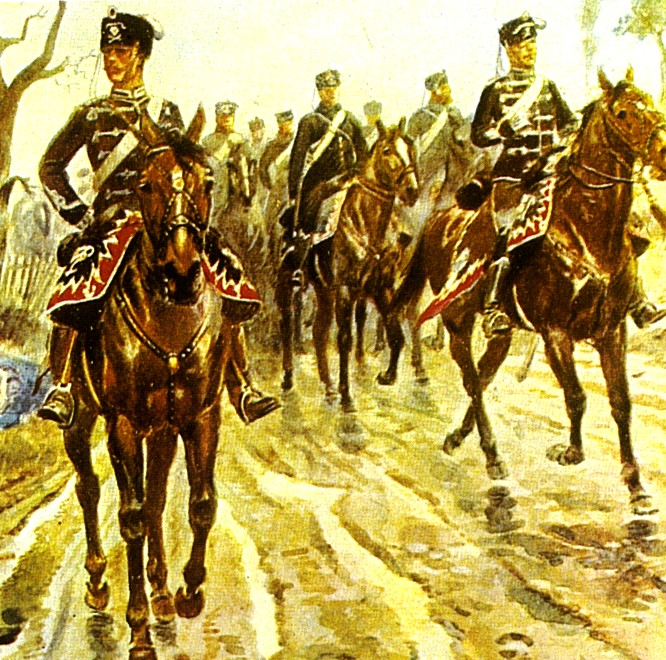
Le 2e régiment de hussards du Corps en manœuvres (avant 1910)

Le 2e régiment de hussards du Corps « reine Victoria de Prusse » est une unité de cavalerie de l'armée prussienne dans la tradition de l'ancien régiment de hussards prussiens H 5. Il n'a pas de statut de Garde.

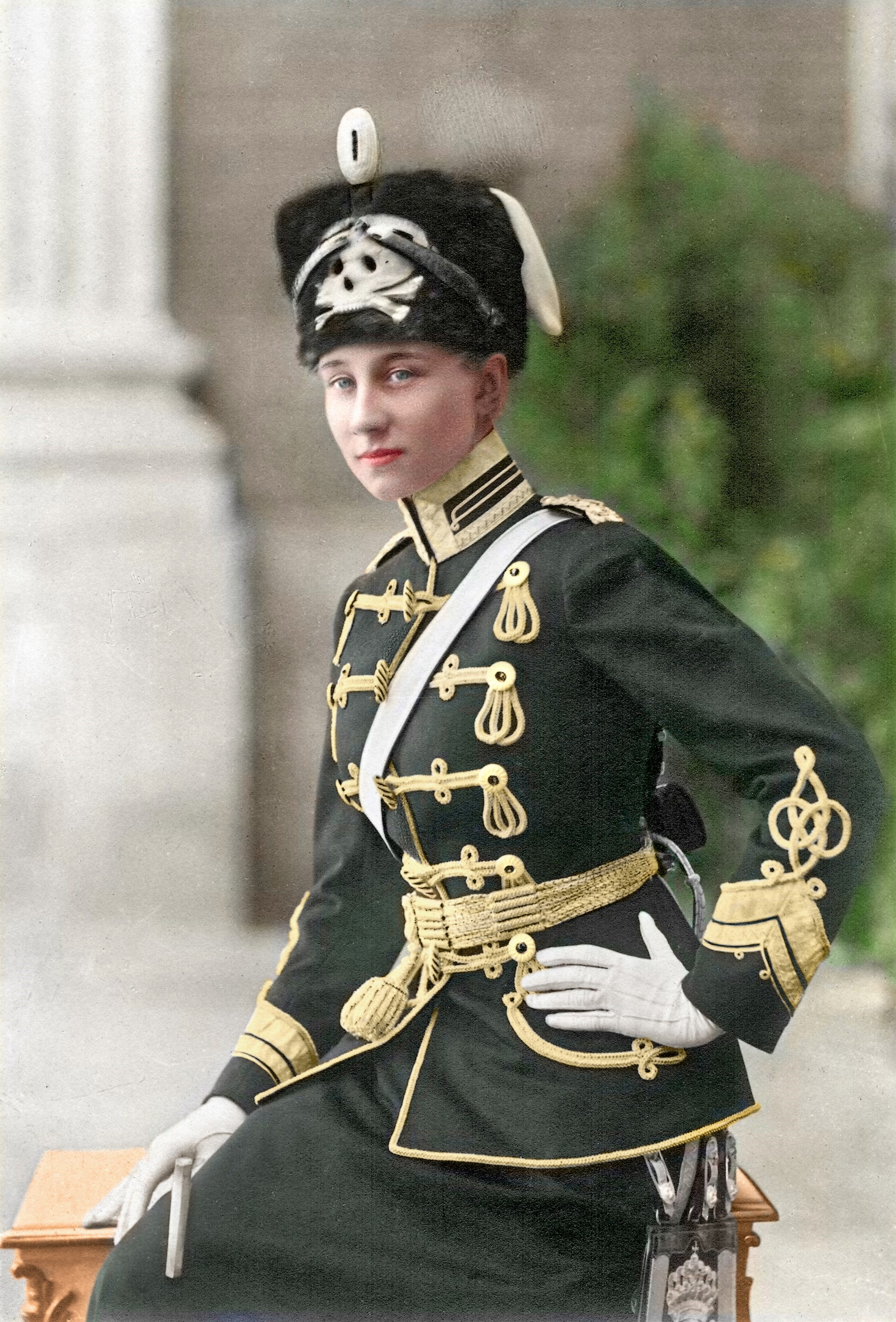
Victoria-Louise de Prusse dans l'uniforme des "hussards à la tête de mort" du 2e régiment de hussards du Corps « reine Victoria de Prusse », dont elle est à la tête du régiment à partir de 1909.

## Histoire
Par ordre du cabinet (AKO) du 9 août 1741, le roi Frédéric II fonde le cinquième régiment de hussards (H 5) de l'armée prussienne, initialement appelé le régiment de hussards noirs. Le major von Mackroth (de) est nommé premier chef du régiment mais l'unité ne porte son nom. Le 5 septembre, cinq escadrons sont levés et les villes d'Ohlau, Münsterberg, Grottkau et Strehlen sont assignées comme garnisons.

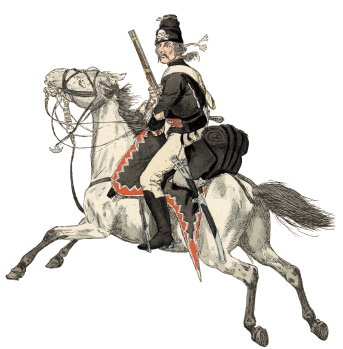
Hussards « von Ruesch » vers 1756 (selon les études d'uniformes de Richard Knötel)

Pour la première fois avec le second chef, le régiment, comme d'habitude à l'époque, reçoit son nom pour l'identification et est désormais appelé régiment de hussards « von Ruesch (de) ». À chaque changement de chef, le nom du régiment est également changé, l'unité s'appelle donc:
- à partir du 9 mai 1762, régiment de hussards "von Lossow (de)"
- à partir du 18 octobre 1783, régiment de hussards "von Hohenstock (de)"
- à partir du 23 mai 1788, régiment de hussards "von Göckingk"
- à partir du 29 décembre 1794, régiment de hussards "von Suter"
- à partir de 1804 régiment de hussards "von Prittwitz (de)"

### Division
Par l'AKO du 20 décembre 1808, le régiment est divisé en deux et forme donc le 1er régiment de hussards du Corps à Goldap et le 2e régiment de hussards du Corps à Prussian Stargard. Le général von Prittwitz reste chef des deux régiments, toujours étroitement liés l'un à l'autre. Les 23 et 24 novembre 1817, le 2e régiment de hussards du Corps s'installe dans les garnisons qui lui sont assignées. À l'automne 1852, le régiment est transféré à Lissa et Posen. Le 1er avril 1886, l'ensemble du régiment est transféré à Posen, où il reçoit le nom de 2e régiment de hussards du Corps « impératrice » le 22 mars 1888.
Après que les deux régiments de hussards du Corps sont unis pour former la brigade de hussards du Corps, la nouvelle caserne de Danzig-Langfuhr lui est attribuée comme garnison le 14 septembre 1901. En même temps, le 2e régiment de hussards du Corps « impératrice » est renommé pour la dernière fois et à partir de là, il est finalement appelé 2e régiment de hussards du Corps « reine Victoria de Prusse »

### Campagnes et combats

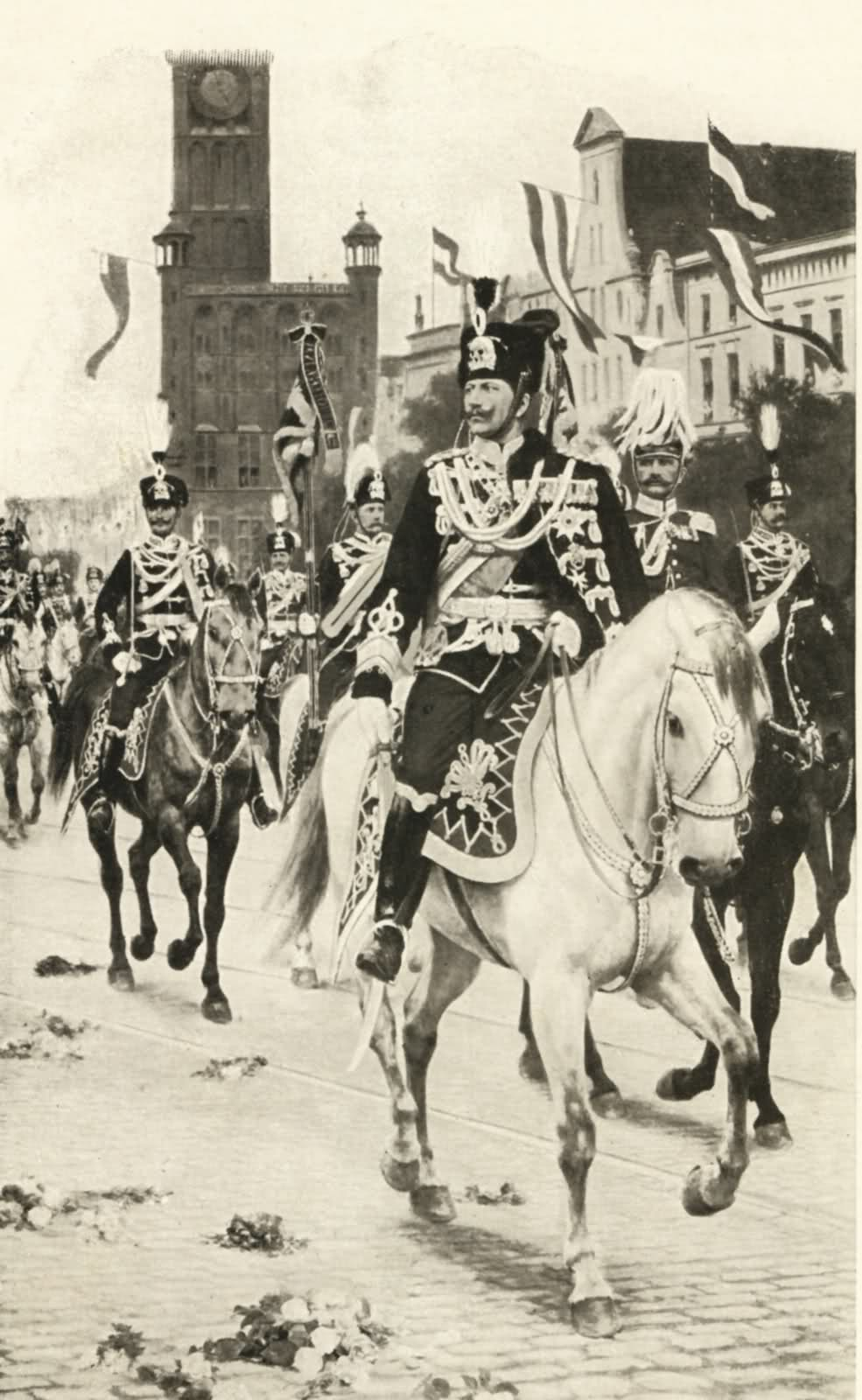
Le 15 septembre 1901, l'empereur Guillaume II transfère le 2e régiment de hussards du Corps « reine Victoria de Prusse » dans sa nouvelle garnison de Dantzig-Langfuhr. Le colonel de l'époque August von Mackensen est monté aux côtés de l'empereur

Le régiment de hussards "von Ruesch" combat avec succès en 1744 dans la seconde guerre de Silésie en Bohême près de Smatschna et Moldauthain. Grâce à la charge de cavalerie de 22 hussards d'escadron dirigés par le général von Zieten le 23 novembre 1745 à Katholisch-Hennersdorf, une unité de l'armée saxonne est anéantie. Pour leur bravoure, Frédéric II décerne aux hussards noirs le kettledrum capturé, que le régiment brandit jusqu'en 1918.
Pendant la guerre de Sept Ans (troisième Guerre de Silésie), le régiment attaque le 25 août 1758 à la bataille de Zorndorf.
Lors de la guerre de Succession de Bavière en 1778/79, les hussards ne sont utilisés que pour des missions d'avant-poste et de reconnaissance.
Lors des guerres napoléoniennes de 1813/14, les hussards combattent à Lützen, à la Katzbach, à Möckern, à Laon et à Paris. Dans la nuit du 1er janvier 1814, le régiment est la première unité de cavalerie du maréchal Blücher à traverser le Rhin près de Kaub. Après l'abdication de Napoléon, l'unité est entrée dans Paris avec les troupes victorieuses le 14 août 1814.
Pendant les troubles en Pologne en 1830, 1848 et 1863/64, le régiment assure la sécurité à la frontière prusso-russe.
Dans la guerre contre l'Autriche de 1866, le régiment combat en Bohême et prend part le 3 juillet 1866 à la bataille de Sadowa.
Pendant la guerre franco-prussienne, les hussards du Corps combattent dans la bataille de Wissembourg, Hagenau, Frœschwiller-Wœrth et la bataille de Sedan contre les troupes de l'empereur Napoléon III, puis sont transférés à l'armée du Sud du Sud dans la région d'Orléans. Le 18 juin 1871, le régiment retourne dans sa garnison d'origine.
Au début de la Première Guerre mondiale, le régiment se déplace sur le front occidental le 3 août 1914 avec son régiment frère (1er régiment de hussards du Corps), avec lequel il va rester dans la brigade de hussards du Corps pendant toute la guerre. Les hussards participent à la bataille de la Marne et aux combats d'Arras et sont déplacés sur le front de l'Est à l'automne 1914. Ils y combattent d'abord en Galice et à la bataille de Riga et sont impliqués dans l'occupation des îles d'Oesel et de Dagö. La brigade est envoyée en Finlande en 1917 pour soutenir la lutte pour l'indépendance. Après le traité de paix de Brest-Litovsk avec la Russie soviétique le 3 mars 1918, les unités sont restées dans les territoires russes en tant que forces d'occupation. En janvier 1919, les hussards retournent à Dantzig, où la démobilisation commence au printemps et où le régiment est dissous.
À la fin de la guerre, le 2e régiment de hussards du Corps conserve le statut de cavalerie.
La tradition est perpétuée à la Reichswehr par le second escadron du 5e régiment (prussien) de cavalerie (de) à Belgard.

## Commandants
| Grade                       | Nom                                                | Date                                                         |
| --------------------------- | -------------------------------------------------- | ------------------------------------------------------------ |
| Oberstleutnant              | Antoine Charles Étienne Paul de La Roche-Aymon     | 1808                                                         |
| Oberstleutnant              | Dietrich Christoph Gotthold von Cosel (de)         | 1810                                                         |
| Major                       | Georg Friedrich von Kall (de)                      | 27 mars au 5 mai 1813                                        |
| Oberst                      | Otto von Stössel (de)                              | 19 mai 1813 au 9 septembre 1818                              |
| Major                       | Franz Satorius von Schwanenfeld                    | 1818                                                         |
| Oberstleutnant/Oberst       | August von Hedemann                                | 29 novembre 1821 au 29 mars 1829                             |
| Oberstleutnant              | Gustav von Münster-Meinhövel (de)                  | 30 mars 1829 au 29 mars 1830 (chargé de la direction)        |
| Oberstleutnant              | Wilhelm zu Eulenburg (de)                          | 18 avril 1830 au 22 avril 1831 (chargé de la direction)      |
| Oberstleutnant/Oberst       | Wilhelm zu Eulenburg                               | 23 avril 1831 au 17 mars 1839                                |
| Oberstleutnant              | Konrad von Zedlitz und Neukirch (de)               | 30 mars 1839                                                 |
| Oberstleutnant              | Ferdinand von Kaphengst (de)                       | 7 avril 1842 au 9 janvier 1843 (chargé de la direction)      |
| Oberstleutnant              | Ferdinand von Kaphengst                            | 10 janvier 1843 au 29 mars 1844                              |
| Oberst                      | August von Lüttichau                               | 30 mars 1844                                                 |
| Oberst                      | Otto Schimmelpfennig von der Oye                   | 2 janvier 1848                                               |
| Oberst                      | Hugo von Wrschowetz-Sekerka von Sedczicz           | 30 juin 1855                                                 |
| Major/Oberstleutnant/Oberst | Eduard Moritz von Flies                            | 8 janvier 1857 au 20 juin 1859                               |
| Major                       | Bernhard von Lindern                               | 20 juin 1859 au 23 juillet 1861 (chargé de la direction)     |
| Major/Oberstleutnant        | Bernhard von Lindern                               | 24 juillet 1861 au 3 septembre 1864                          |
| Oberstleutnant              | Theodor von Schauroth (de)                         | 4 septembre 1864 au 17 avril 1865 (chargé de la direction)   |
| Oberstleutnant/Oberst       | Theodor von Schauroth                              | 18 avril 1865 au 6 janvier 1871                              |
| Oberstleutnant              | Friedrich von Winterfeldt                          | 18 janvier 1871 au 14 décembre 1873                          |
| Oberstleutnant              | Paul von Detmering (de)                            | 17 décembre 1873 au 16 février 1874 (chargé de la direction) |
| Oberstleutnant/Oberst       | Paul Detmering                                     | 17 février 1874 au 13 mars 1882                              |
| Oberstleutnant/Oberst       | Ferdinand von Stein-Liebenstein zu Barchfeld (de)  | 14 mars 1882 au 14 janvier 1887                              |
| Oberstleutnant/Oberst       | Willy von Haeseler (de)                            | 15 janvier 1887 au 15 juin 1891                              |
| Oberstleutnant              | August von Bassewitz                               | 16 juin 1891 au 16 juin 1893                                 |
| Major                       | Karl von Sponeck                                   | 17 juin 1893 au 17 octobre 1897                              |
| Major/Oberstleutnant/Oberst | Konrad von der Schulenburg                         | 18 octobre 1897 au 11 septembre 1902                         |
| Oberstleutnant/Oberst       | Friedrich Wilhelm von Pfeil und Klein-Ellguth (de) | 12 septembre 1902 au 1er juillet 1908                        |
| Oberst                      | Adolf Krahmer                                      | 2 juillet 1908 au 21 avril 1912                              |
| Oberst                      | Gebhard von Plotho                                 | 22 avril 1912 au 11 mai 1917                                 |
| Major                       | Hasso von Bredow                                   | 12 mai 1917                                                  |

## Uniforme
Attila noir avec laçage blanc. La fourrure est également noire et garnie de garnitures gris clair. Le chapeau de fourrure a un Kolpak blanc et un buisson de crin noir et blanc pour le défilé. Sur le devant du chapeau de fourrure, il y a un nouveau crâne et des os croisés argentés. Ce crâne est également retrouvé sous une forme très réduite sur la calotte, où il est attaché entre la bande de garniture et la cocarde supérieure. La cocarde nationale est noire et blanche, tout comme le drapeau de la lance. Le crâne diffère par sa forme et sa taille de celui du 17e régiment de hussards.
En ce qui concerne la couleur de l'uniforme, il n'y a pas d'informations fiables, mais deux variantes sont transmises:
a) auraient utilisées pour l'uniforme du nouveau régiment, les boules de tissu noir dont le palais de Potsdam est revêtu en 1740 à l'occasion des services commémoratifs du roi Frédéric-Guillaume Ier
b) les frais d'établissement du régiment sont augmentés des amendes et des marchandises du monastère de Leubus (Silésie). Les moines du monastère ont conclu un pacte avec les Autrichiens en 1740 et doivent être punis de cette manière. Dans ce monastère, des tissus principalement noirs avec des crânes blancs sont fabriqués pour servir de serviettes.
La Prusse, pays peu riche, ayant souvent improvisé lors de la création de nouvelles troupes, les deux variantes ne sont pas totalement impossibles, mais cette dernière semble plus proche du probable.
Déjà commandé par l'AKO du 14 février 1907 et introduit progressivement à partir de 1909/1910, l'uniforme coloré est remplacé pour la première fois par l'uniforme de service sur le terrain gris (M 1910) à l'occasion de la manœuvre impériale de 1913. Il est tout à fait semblable à l'uniforme du temps de paix, mais les attaches étaient grises. L'équipement en cuir et les bottes sont brun naturel, le chapeau de fourrure est recouvert d'une couverture en tissu appelé roseau. La cartouchière et le cartouche ne sont plus mis pour cet uniforme.
Le régiment est équipé de chevaux noirs .

## Hussards à la tête de mort

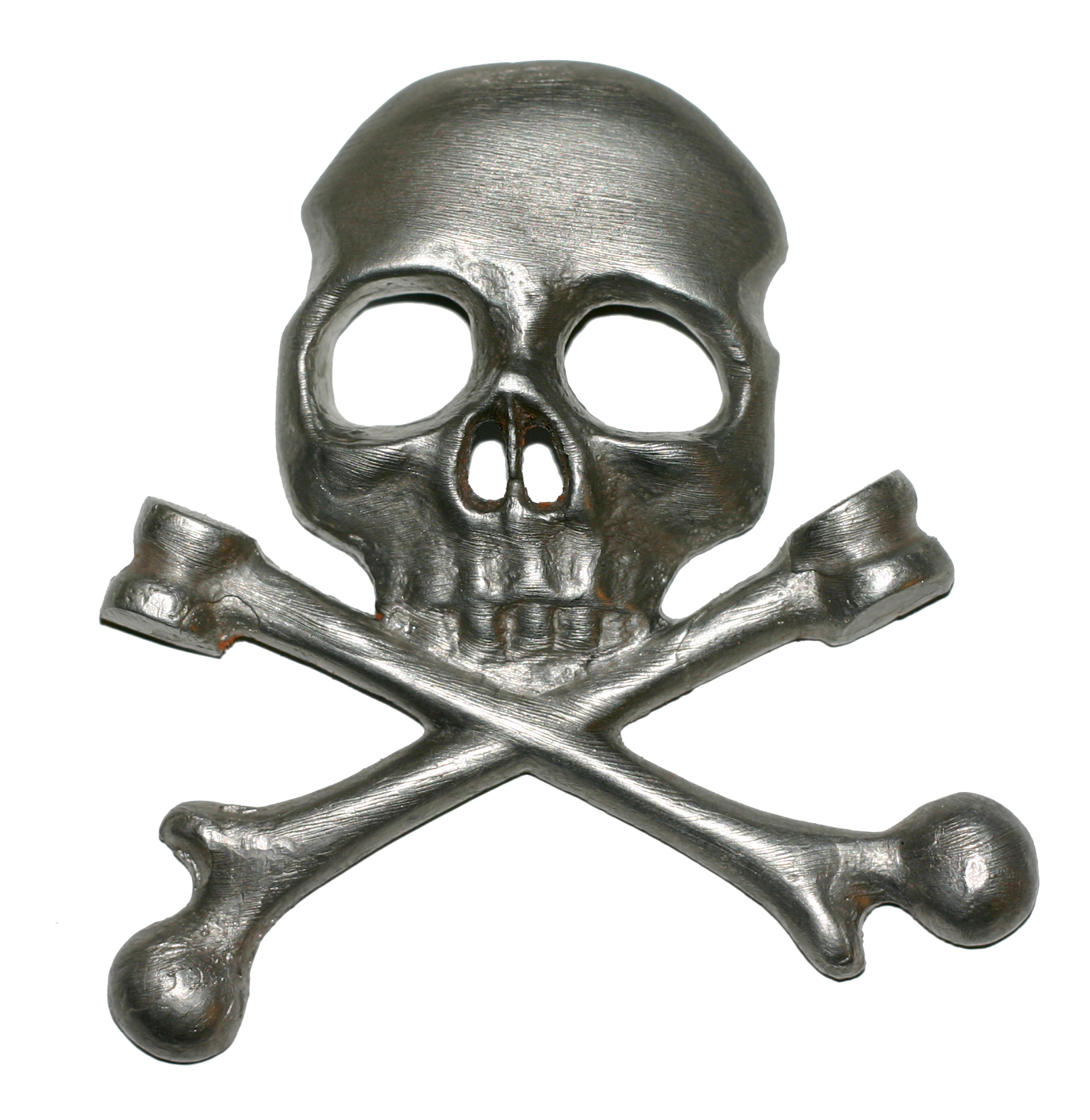
Crâne de Brunswick de 1815

Les hussards à la tête de mort est le nom populaire du 17e régiment de hussards et des 1er et 2e régiments de hussards du Corps à Dantzig (Langfuhr) à cause du crâne porté sur des chapeaux de fourrure et de tissu, qui est censé être un ancien symbole indiquant qu'ils ne font ni quartier ni cadeau. Ils ne doivent pas être confondus avec les hussards de Belling, appelés Der ganze Tod, qui portaient un squelette complet avec l'inscription vincere, aut mori («gagner ou mourir») sur leurs chapeaux.